# Runkolinja 530
La ligne 530 (en finnois : Runkolinja 530) est est une ligne de bus à haut niveau de service du réseau des bus de la région d'Helsinki circulant entre Espoo et Vantaa en Finlande.

## Description
La ligne principale 530 a commencé à fonctionner le 14 août 2023.
Le tracé de la ligne relie Matinkylä - Espoon keskus - hôpital de Jorvi - Myyrmäki dans les zones de tarification 

B et 

C. 
À Espoon keskus, il y a des connexions avec les trains de banlieue E, L, U et Y et à Myyrmäki avec les trains I et P. 
La ligne 530 dessert les stations de métro de Finnoo et Matinkylä. 
L'intervalle de entre deux bus est de dix minutes les jours en semaine et le samedi et de quinze minutes le dimanche. La ligne est exploitée principalement avec des bus électriques acquis par Pohjolan Liikenne en 2022 et 2023, que l'on retrouve également sur les lignes principales Runkolinja 500 et Runkolinja 520.
La ligne a remplacé les lignes 565 ja 565B reliant Espoon keskus et Myyrmäki ainsi que les lignes 134 ja 136 entre Matinkylä et Tuomarila .

## Galerie

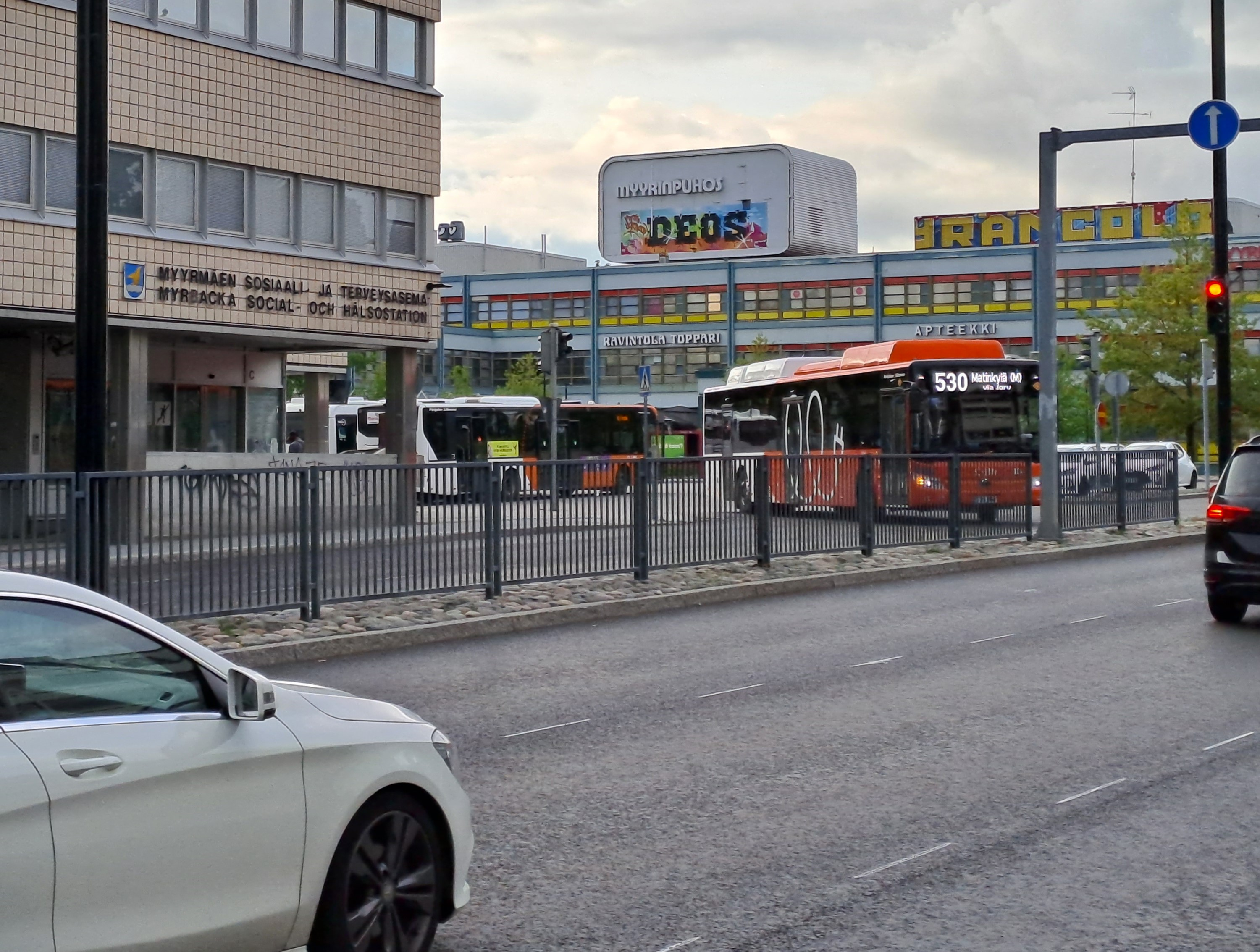
Bus 530 à Myyrmäki.
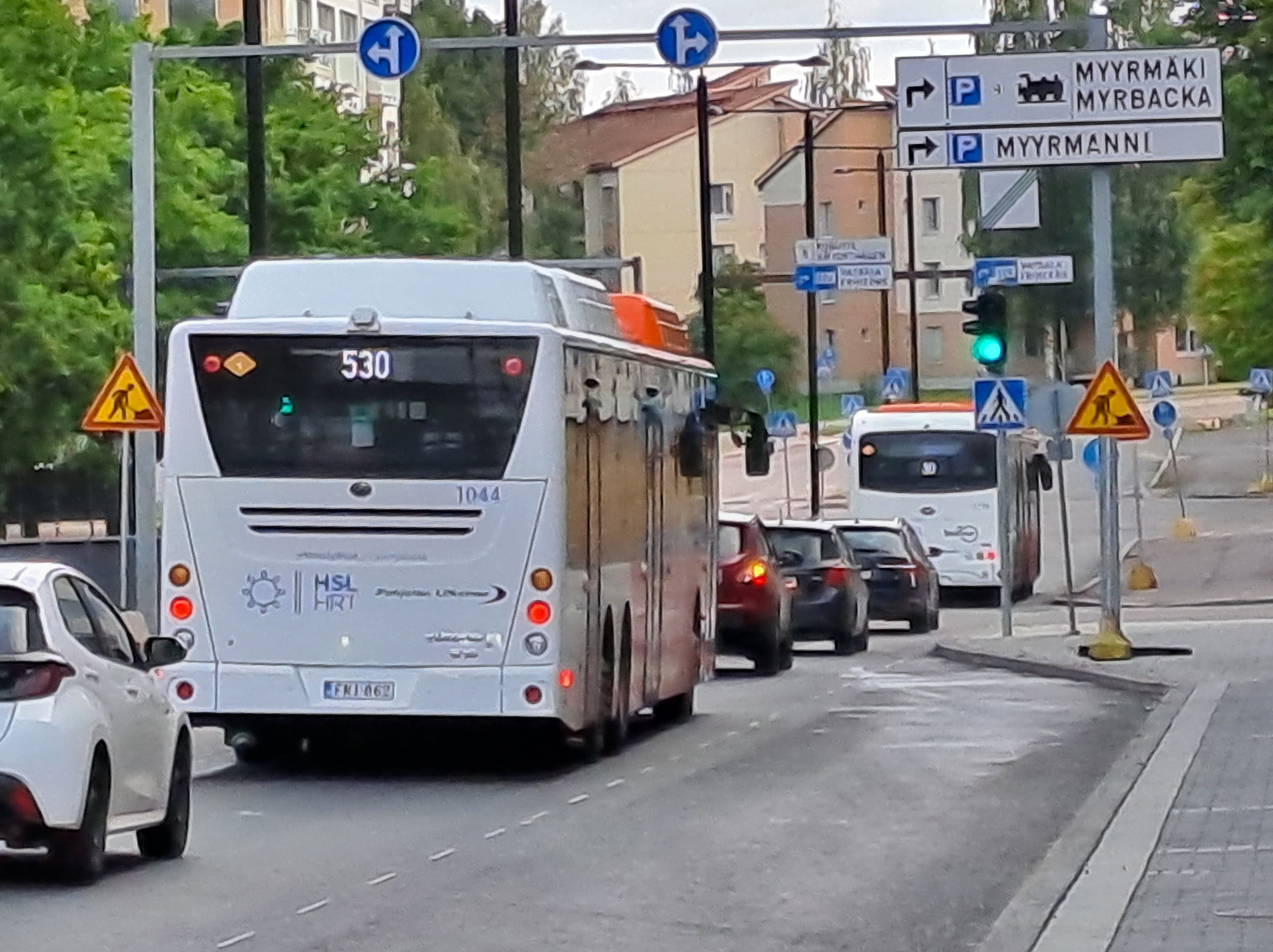
Bus 530 rue Jönsaksentie.